# NBA Live 08
NBA Live 08 je košarkarska simulacija, ki jo je založba EA Sports leta 2007 v seriji NBA Live naredila za Xbox 360, PlayStation 3, Wii, PlayStation 2, PC in PlayStation Portable. To je prva igra iz serije, deluje na vseh treh konzolah takrat nove generacije. Na ovitku je Gilbert Arenas iz Washington Wizardsov.
| Konfiguracija      | Konfiguracija                                                 |
| ------------------ | ------------------------------------------------------------- |
| Operacijski sistem | Windows XP                                                    |
| CPU                | Pentium III                                                   |
| Pomnilnik          | 512 MB                                                        |
| Grafična kartica   | 64 MB pomnilnika (GeForce 4 ali boljša)                       |
| Drugo              | 4 GB prostora na trdem disku miška, tipkovnica, enota DVD Rom |

## Klubi
V igri je 46 klubov, ki jih lahko igralec izbere za večigralski način, sezono in navadno tekmo.
- Atlanta Hawks
- Boston Celtics
- Charlotte Bobcats
- Chicago Bulls
- Cleveland Cavaliers
- Dallas Mavericks
- Denver Nuggets
- Detroit Pistons
- Golden State Warriors
- Houston Rockets
- Indiana Pacers
- Los Angeles Clippers
- Los Angeles Lakers
- Memphis Grizzlies
- Miami Heat
- Milwaukee Bucks
- Minnesota Timberwolves
- New Yersey Nets
- New Orleans Hornets
- New York Knicks
- Orlando Magic
- Philadelphia 76ers
- Phoenix Suns
- Portland Blazers
- Sacramento Kings
- San Antonio Spurs
- Seattle Sonics
- Toronto Raptors
- Utah Jazz
- Washington Wizards
- Zahodna konferenca (NBA)
- Vzhodna konferenca (NBA)
- 50's All-Stars
- 60's All-Stars
- 70's All-Stars
- 80's All-Stars
- 90's All-Stars
- Adidas
- Argentinska košarkarska reprezentanca
- Kitajska košarkarska reprezentanca
- Francoska košarkarska reprezentanca
- Nemška košarkarska reprezentanca
- Grška košarkarska reprezentanca
- Italijanska košarkarska reprezentanca
- Španska košarkarska reprezentanca
- Ameriška košarkarska reprezentanca